# Ernst Zimmermann
Ernst Zimmermann (Winterbach, districte de Günzburg, Baviera, 7 de març de 1929-Gauting, Baviera, 1 de febrer de 1985) va ser un empresari alemany, president de la Junta de la Motoren- und Turbinen-Union (MTU) i president de l'Associació Federal d'Indústries Aeroespacials Alemanyes (BDLI). Zimmermann va morir assassinat per la Fracció de l'Exèrcit Roig (RAF).

## Orígens i trajectòria
Després de graduar-se a l'escola secundària d'Augsburg, va estudiar administració d'empreses a la Universitat Ludwig Maximilià de Múnic i va ser membre del club de gimnàstica de Munichia (al convent de Coburger). Després de completar el doctorat a Múnic, el 1955 va ocupar a Augsburg la seva primera feina, concretament a l'empresa d'enginyeria mecànica MAN. El 1960 es va traslladar a l'empresa de propulsió aeronàutica MTU. L'1 de gener de 1984 va ser ascendit a conseller delegat de les dues unitats de negoci Motors i Turbines i va ser elegit president de l'Associació Federal d'Indústries Aeroespacials Alemanyes (BDLI) per a dos anys.

## Assassinat
L'1 de febrer de 1985, cap a les 7:15 hores, va ser víctima d'un intent d'assassinat per part de l'«escamot Patsy O'Hara» de la Fracció de l'Exèrcit Roig (RAF). Sota el pretext que Zimmermann havia de confirmar la recepció d'una carta amb la seva signatura, la seva dona va permetre que un membre de la RAF disfressat de carter entrés a la seva propietat privada de Gauting, on vivien aïllats. Quan Ernst Zimmermann va aparèixer per a la porta principal, un jove amb una metralladora el va assaltar. Junts van lligar la parella Zimmermann i van portar Ernst al dormitori, on li van disparar diverses vegades a la part posterior del cap a una distància curta. A la vesprada del mateix dia se'l va donar per mort a l'hospital. Tres setmanes després del crim, es va trobar el cotxe de fugida a Kaufering. Els atacants no es van poder identificar. Fins ara, i en nom de la Fiscalia Federal, l'Oficina de la Policia Criminal de Baviera ho està investigant.
Zimmermann va ser la primera víctima mortal de la RAF en vuit anys, que, segons Michael Sontheimer, va trobar la seva «tàctica de trets al clatell» en un període d'assassinat semblant a l'execució. L'atac va formar part de l'anomenada «Ofensiva 1984/85» de la recentment formada tercera generació de la RAF.
Segons el politòleg Alexander Straßner, Zimmermann, com a cap de la MTU i la BDLI, corresponia «exactament a la imatge de l'enemic» de la tercera generació de la RAF. En la seva carta de confessió conjunta amb el grup armat francès Acció Directa, la RAF es va referir a la «nova doctrina de l'OTAN» d'utilitzar la guerra electrònica i els sistemes d'armes intel·ligents per «obrir "mercats de milions de dòlars" per al capital multinacional», per a la qual va mantenir Zimmermann, com a president de la BDLI, en part era responsable, ja que representava «els interessos del complex militar-industrial». A més, la RAF afirmava en un díptic d'abril de 1985: «Igual que per a França, [René] Audran era la persona dins del Ministeri de Defensa que reunia tots els fils per a la cooperació i exportació d'armes, per a la República Federal d'Alemanya era Zimmermann». Per primera vegada, no només hi va haver aprovació, sinó també crítiques de l'escena de suport, per exemple pel que fa a la selecció de víctimes, que va ser acceptada «només per raó» i, segons Straßner, ja no va crear un sentiment de solidaritat amb el nivell de comandament de la RAF. Aquestes crítiques van augmentar considerablement amb l'acte següent: l'assassinat a trets del jove soldat estatunidenc Edward Pimental. Per a les autoritats investigadores, el canvi en la selecció de víctimes que estava sorgint amb Zimmermann, passant de «funcionaris» menys coneguts en lloc dels anteriors «caps de proa» destacats, representava un repte encara més gran, ja que el cercle de persones potencialment en risc es va ampliar molt. Zimmermann es trobava entre els aproximadament mil noms de víctimes potencials que els investigadors van trobar en un apartament secret que pertanyia a membres de la RAF a mitjans de 1984.

## Llegat
Després que fos enterrat al cementiri de Gauting, el MTU va emetre una publicació commemorativa i va establir el Premi Memorial Ernst Zimmermann.